# John Jack (Fußballspieler)
John Jack (* 9. März 1932 in Bellshill, Schottland als Jonas Kaduskeviechi; † 22. Oktober 1988) war ein schottischer Fußballspieler litauischer Herkunft. In seiner aktiven Karriere als Spieler gewann er mit Celtic Glasgow zahlreiche Titel.

## Karriere
Der gebürtige Jonas Kaduskeviechi wurde im Jahr 1932 in Bellshill, einem Vorort von Glasgow geboren. Seine Vorfahren waren Mitte des 19. Jahrhunderts aus Litauen nach Schottland emigriert, nachdem große Kohle- und Eisenvorkommen um Bellshill entdeckt worden waren. Angesichts von Diskriminierung änderten viele Litauer ihren Namen - Kaduskeviechi anglisierte seinen Namen zu John Jack. 
Seine Fußballkarriere begann er bei Stonehouse Violet. Am 15. Oktober 1950 wechselte er zu Celtic Glasgow. John Jack sollte in einer 9-jährigen Zeit bei den Bhoys in 68 Pflichtspielen zum Einsatz kommen. Mit dem Verein gewann er in den 1950er Jahren zahlreiche Titel. Am 22. Dezember 1951 debütierte er für Celtic in einem Ligaheimspiel gegen den FC Motherwell. Nebenbei arbeitete er in den Minen. Jack kam in seiner Zeit in Glasgow bis 1959 einzig in den Spielzeiten 1953/54 und 1956/57 regelmäßig in der Liga zum Einsatz. Meist war er in der Reserve im Einsatz und war dabei auch in Traineraufgaben tätig. Im Jahr 1953 gewann er mit Celtic den Coronation Cup, der zu Ehren der Krönung von Elisabeth II. ausgespielt wurde. Mit dem Team gewann er zudem 1954 die schottische Meisterschaft. In den Pokalwettbewerben kam er auf 20 Spiele und gewann im Jahr 1954 den schottischen Pokal und 1957 und 1958 den Ligapokal. Von 1959 bis 1960 spielte er noch für den schottischen Zweitligisten Greenock Morton.

## Erfolge
mit Celtic Glasgow:
- Glasgow Cup (1): 1956
- Coronation Cup (1): 1953
- Schottischer Meister (1): 1954
- Schottischer Pokalsieger (1): 1954
- Schottischer Ligapokalsieger (2): 1957, 1958